# Orde van Militair Verdienste

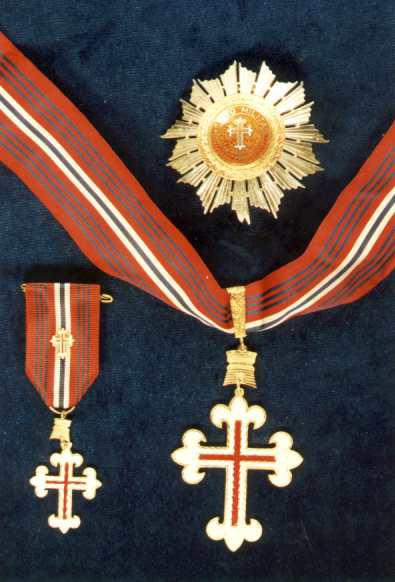
Orde van Militair Verdienste

De Orde van Militaire Verdienste is een Portugese ridderorde die aan militairen van de Portugese en bevriende strijdkrachten wordt verleend voor hun verdienste voor de Portugese landsverdediging.
Het kruis van de orde is wit molenkruis waarop een rood Latijns kruis is gelegd. De ster van de orde draagt een rond rood medaillon met het kruis van de orde en heeft een rode ring met de tekst "MERITO MILITAR".